# Episodi di Degrassi: The Next Generation (decima stagione)
La decima stagione viene intitolata semplicemente Degrassi ed è composta da 44 episodi, in formato soap-opera. Viene trasmessa contemporaneamente sia in Canada che negli USA a partire dall'episodio 5 dal 19 luglio 2010 con quattro episodi a settimana fino all'episodio 24. Negli Stati Uniti la prima metà della stagione viene intitolata Degrassi: The Boiling Point, mentre la seconda metà, dall'episodio 33, è intitolata Degrassi: In Too Deep. Ogni episodio è diviso in due parti.
| nº | Titolo originale                             | Titolo italiano | Prima TV Canada  | Prima TV Italia |
| -- | -------------------------------------------- | --------------- | ---------------- | --------------- |
| 1  | What a Girl Wants (1)                        |                 | 19 luglio 2010   |                 |
| 2  | What a Girl Wants (2)                        |                 | 20 luglio 2010   |                 |
| 3  | Breakaway (1)                                |                 | 21 luglio 2010   |                 |
| 4  | Breakaway (2)                                |                 | 22 luglio 2010   |                 |
| 5  | 99 Problems (1)                              |                 | 26 luglio 2010   |                 |
| 6  | 99 Problems (2)                              |                 | 27 luglio 2010   |                 |
| 7  | Better Off Alone (1)                         |                 | 28 luglio 2010   |                 |
| 8  | Better Off Alone (2)                         |                 | 29 luglio 2010   |                 |
| 9  | I Just Don't Know What to Do with Myself (1) |                 | 2 agosto 2010    |                 |
| 10 | I Just Don't Know What to Do with Myself (2) |                 | 3 agosto 2010    |                 |
| 11 | Try Honesty (1)                              |                 | 4 agosto 2010    |                 |
| 12 | Try Honesty (2)                              |                 | 5 agosto 2010    |                 |
| 13 | You Don't Know My Name (1)                   |                 | 9 agosto 2010    |                 |
| 14 | You Don't Know My Name (2)                   |                 | 10 agosto 2010   |                 |
| 15 | My Body Is a Cage (1)                        |                 | 11 agosto 2010   |                 |
| 16 | My Body Is a Cage (2)                        |                 | 12 agosto 2010   |                 |
| 17 | Tears Dry on Their Own (1)                   |                 | 16 agosto 2010   |                 |
| 18 | Tears Dry on Their Own (2)                   |                 | 17 agosto 2010   |                 |
| 19 | Still Fighting It (1)                        |                 | 18 agosto 2010   |                 |
| 20 | Still Fighting It (2)                        |                 | 19 agosto 2010   |                 |
| 21 | Purple Pills (1)                             |                 | 23 agosto 2010   |                 |
| 22 | Purple Pills (2)                             |                 | 24 agosto 2010   |                 |
| 23 | All Falls Down (1)                           |                 | 25 agosto 2010   |                 |
| 24 | All Falls Down (1)                           |                 | 26 agosto 2010   |                 |
| 25 | Don't Let Me Get Me (1)                      |                 | 8 ottobre 2010   |                 |
| 26 | Don't Let Me Get Me (2)                      |                 | 8 ottobre 2010   |                 |
| 27 | Love Lockdown (1)                            |                 | 15 ottobre 2010  |                 |
| 28 | Love Lockdown (2)                            |                 | 22 ottobre 2010  |                 |
| 29 | Umbrella (1)                                 |                 | 29 ottobre 2010  |                 |
| 30 | Umbrella (2)                                 |                 | 5 novembre 2010  |                 |
| 31 | Halo (1)                                     |                 | 12 novembre 2010 |                 |
| 32 | Halo (2)                                     |                 | 19 novembre 2010 |                 |
| 33 | When Love Takes Over (1)                     |                 | 11 febbraio 2011 |                 |
| 34 | When Love Takes Over (2)                     |                 | 11 febbraio 2011 |                 |
| 35 | The Way We Get By (1)                        |                 | 18 febbraio 2011 |                 |
| 36 | The Way We Get By (2)                        |                 | 25 febbraio 2011 |                 |
| 37 | Jesus, Etc. (1)                              |                 | 4 marzo 2011     |                 |
| 38 | Jesus, Etc. (2)                              |                 | 11 marzo 2011    |                 |
| 39 | Hide and Seek (1)                            |                 | 18 marzo 2011    |                 |
| 40 | Hide and Seek (2)                            |                 | 25 marzo 2011    |                 |
| 41 | Chasing Pavements (1)                        |                 | 1º aprile 2011   |                 |
| 42 | Chasing Pavements (2)                        |                 | 8 aprile 2011    |                 |
| 43 | Drop the World (1)                           |                 | 15 aprile 2011   |                 |
| 44 | Drop the World (2)                           |                 | 22 aprile 2011   |                 |